# 打不倒的空氣人
《打不倒的空氣人》（日语：エアーマンが倒せない）是日本同人音樂團體的成員於2007年創作，並於互聯網公開的同人歌曲。

## 歌詞
歌詞靈感來自於在《洛克人2 威利博士之謎》出現的頭目——空氣人（ / ），由於空氣人實在太難打倒，所以作者便把玩家需要面對無數次空氣人也不屈不撓的姿態描寫出來並寫成歌曲。歌曲的內容如下：
- 在第一段中描寫玩家來到「消失的踏足處」[註 1]時出現瓶頸，但怎樣也無法攻略它。如果需要輕鬆地過關便需要使用打倒空氣人後取得的「2號載具」，不過因為它的龍捲風而沒法擊倒它。
- 而在第二段中則描述玩家為了戰勝空氣人而去挑戰木頭人，希望拿到空氣人弱點——「樹葉飛盾」，但同樣地也無法擊敗它。

## 歷史
《打不倒的空氣人》首先於2007年5月26日在NICONICO動畫上載，而人聲版本則由同人音樂團體Team.ねこかん【猫】於2007年6月1日與同年7月1日分別在Youtube與NICONICO動畫上傳。

## 商業版本
2007年9月1日，《打不倒的空氣人》的原聲版與的人聲版本在Comic Market發行，同時的人聲版和器樂也在該天於iTunes Store同步登錄。另外，這首曲子也包含在2008年7月9日發行的NICONICO動畫官方專輯《試試聽CD。～NICONICO動畫精選～》中。
而另一個由Ryu*改編，zaki主唱的版本則包含在2009年4月1日發行的專輯中。
除此之外，在《洛克人改》中此曲被用作為空氣人的關卡的BGM。

## 誤報
最初這首歌發表的時候，一些新聞網站錯誤地把它當成了《洛克人2》的BGM。